# 12191 Vorontsova
12191 Vorontsova là một tiểu hành tinh vành đai chính với chu kỳ quỹ đạo là 1530.2000928 ngày (4.19 năm).
Nó được phát hiện ngày 9 tháng 10 năm 1978.